# Tasklist
Tasklist é um comando do prompt de comando do Windows que exibe todos os programas que estão sendo executados no computador local.

## Exemplos
Tasklist mostra o nome do programa em execução, o PID, sessão e a memória o arquivo esta utilizando.
C:\Users\User1>tasklist
Nome da imagem               PID    Nome da sessão     Sessão#  Uso da memória
System Idle Process              0 Services                   0        24 K
System                           4 Services                   0    25 720 K
smss.exe                       336 Services                   0       468 K
csrss.exe                      460 Services                   0     5 208 K
wininit.exe                    564 Services                   0     1 920 K
csrss.exe                      584 Console                    1     8 112 K
winlogon.exe                   628 Console                    1     2 832 K
services.exe                   676 Services                   0     8 996 K
lsass.exe                      684 Services                   0    11 568 K
lsm.exe                        692 Services                   0     3 052 K
svchost.exe                    816 Services                   0     8 160 K
svchost.exe                    916 Services                   0     9 340 K
atiesrxx.exe                   972 Services                   0     1 868 K
svchost.exe                    348 Services                   0    23 192 K
svchost.exe                    472 Services                   0   141 664 K
svchost.exe                    504 Services                   0    50 584 K
svchost.exe                   1124 Services                   0    12 512 K
AESTSr64.exe                  1412 Services                   0     1 500 K
audiodg.exe                   6648 Services                   0    17 228 K
SearchFilterHost.exe          2264 Services                   0     7 268 K
explorer.exe                  4348 Console                    1    74 456 K                                                                     cmd.exe                       8120 Console                    1     3 716 K
conhost.exe                   9148 Console                    1     7 588 K
tasklist.exe                  9172 Console                    1     6 760 K
C:\Users\User1